# Karl Martell
Pour les articles homonymes, voir Martell (homonymie).
Karl Martell, né à Tilsit (province de Prusse-Orientale) le 17 novembre 1906 et mort à Hambourg le 28 décembre 1966, est un acteur et réalisateur allemand de films documentaires.

## Biographie
Karl Martell naît en province de Prusse-Orientale dans une famille de la classe moyenne.
À 14 ans, il fait ses débuts au cinéma dans le film muet Das große Geheimnis (Le Grand Secret) (1920), suivi de Die goldene Pest et Das goldene Haar. il étudie ensuite l'art dramatique à l'école Max Reinhardt et participe régulièrement à des productions théâtrales où il tient principalement des rôles d'officiers, d'aristocrates et de toutes sortes de personnages de la haute société.
Dans les années 1930, il devient une personnalité reconnue, principalement comme acteur de soutien. Il joue à quatre reprises avec l'actrice suédoise Zarah Leander, longtemps considérée comme sa partenaire idéale. Parmi ses films les plus célèbres de cette décennie figurent La Habanera (1937), Der Spieler et Frauen für Golden Hill. Pendant la Seconde Guerre mondiale, les films Alarm, Le Président Krüger (Ohm Krüger), Le Foyer perdu (Damals) et Das alte Lied sont ses principaux films. Après la guerre, en raison de sa sympathie pour le régime nazi et de sa participation dans plusieurs films promouvant le nazisme, il lui est interdit d'exercer sa profession d'acteur. Cependant quelque cinq ans plus tard, il joue à nouveau, notamment dans Herzen im Sturm (1951), Die Gefangene des Maharadscha, Sterne über Colombo et, en 1959, Der blaue Nachtfalter dans lequel il retrouve pour la quatrième fois Zarah Leander. Puis il se retire de l'industrie du cinéma. Parallèlement, depuis le début des années 1950, il travaille à Hambourg comme producteur de films documentaires dans sa propre société.
Il meurt en 1966, dans l'indifférence quasi générale.

## Filmographie partielle
- 1920 : Das große Geheimnis
- 1921 : Die goldene Pest
- 1922 : Das goldene Haar
- 1936 : Gefährliches Spiel
- 1936 : Der Zweck heiligt die Mittel
- 1937 : Première
- 1937 : Gauner im Frack
- 1937 : La Habanera
- 1938 : Der Spieler
- 1938 : Frauen für Golden Hill
- 1939 : D III 88
- 1939 : Dein Leben gehört mir
- 1939 : Silvesternacht am Alexanderplatz
- 1939 : Die Geliebte
- 1941 : Alarm
- 1941 : Le Président Krüger (Ohm Krüger)
- 1942 : Mit den Augen einer Frau
- 1943 : Tragique destin (I Pagliacci)
- 1943 : Lache Bajazzo
- 1943 : Le Foyer perdu (Damals)
- 1945 : Das alte Lied
- 1945 : Zwischen Herz und Gewissen
- 1945 : Das fremde Leben
- 1951 : Herzen im Sturm
- 1953 : Die Gefangene des Maharadscha
- 1954 : Sterne über Colombo
- 1959 : Der blaue Nachtfalter